# Super High Roller Bowl V

Logo des Super High Roller Bowl V

Der Super High Roller Bowl V war die sechste Austragung dieses Pokerturniers und wurde von Poker Central veranstaltet. Die römische Zahl im Titel stand für die fünfte Austragung des Events im PokerGO Studio im Aria Resort & Casino in Paradise am Las Vegas Strip. Er wurde vom 17. bis 19. Dezember 2018 ausgespielt und war mit seinem Buy-in von 300.000 US-Dollar hinter dem Big One for One Drop der World Series of Poker 2018 zusammen mit dem Super High Roller Bowl 2018 das zweitteuerste Pokerturnier des Jahres 2018.

## Struktur

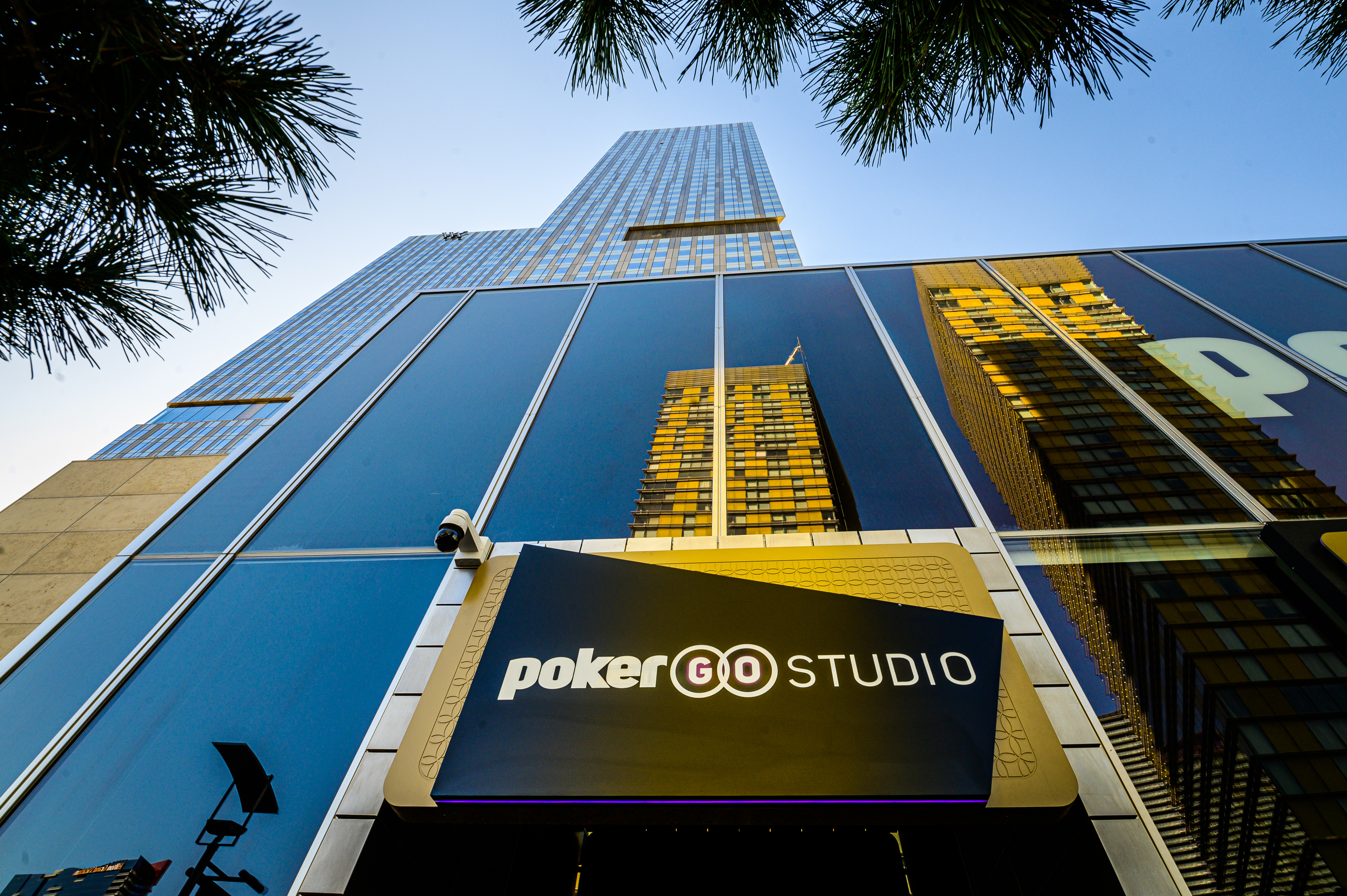
Das PokerGO Studio im Aria Resort & Casino (2019)

Das Turnier in der Variante No Limit Hold’em wurde vom 17. bis 19. Dezember 2018 gespielt. Das Buy-in betrug, wie bei den vorherigen drei Austragungen am Las Vegas Strip, 300.000 US-Dollar. Die Obergrenze an Teilnehmern lag bei 48 Spielern. Teilnahmebewerbungen waren bei einer Zahlung von 30.000 US-Dollar bis 26. November 2018 möglich. Bis dahin meldeten sich 34 Spieler an, die am 4. Dezember 2018 bekannt gegeben wurden. Am Starttag komplettierten Giuseppe Iadisernia und Rick Salomon das 36-köpfige Teilnehmerfeld.

## Übertragung
Die Übertragung wurde von Poker Central übernommen. Zum Schauen war ein kostenpflichtiges Abonnement bei der Streaming-Plattform PokerGO nötig.

## Teilnehmer
Die 36 Teilnehmer lauteten:
| - Koray Aldemir - Mikita Badsjakouski - Justin Bonomo - Daniel Cates - Stephen Chidwick - Seth Davies | - Matthias Eibinger - Alex Foxen - Isaac Haxton - Phil Hellmuth - Fedor Holz - Giuseppe Iadisernia | - Almedin Imširović - Cary Katz - Rainer Kempe - Bryn Kenney - Bill Klein - Jason Koon | - Christopher Kruk - Igor Kurganow - Adrián Mateos - Daniel Negreanu - Dominik Nitsche - David Peters | - Nick Petrangelo - Brian Rast - Rick Salomon - Jake Schindler - Talal Shakerchi - Dan Smith | - Steffen Sontheimer - Sam Soverel - Ben Tollerene - Christoph Vogelsang - Sean Winter - Ben Yu |

## Ergebnisse

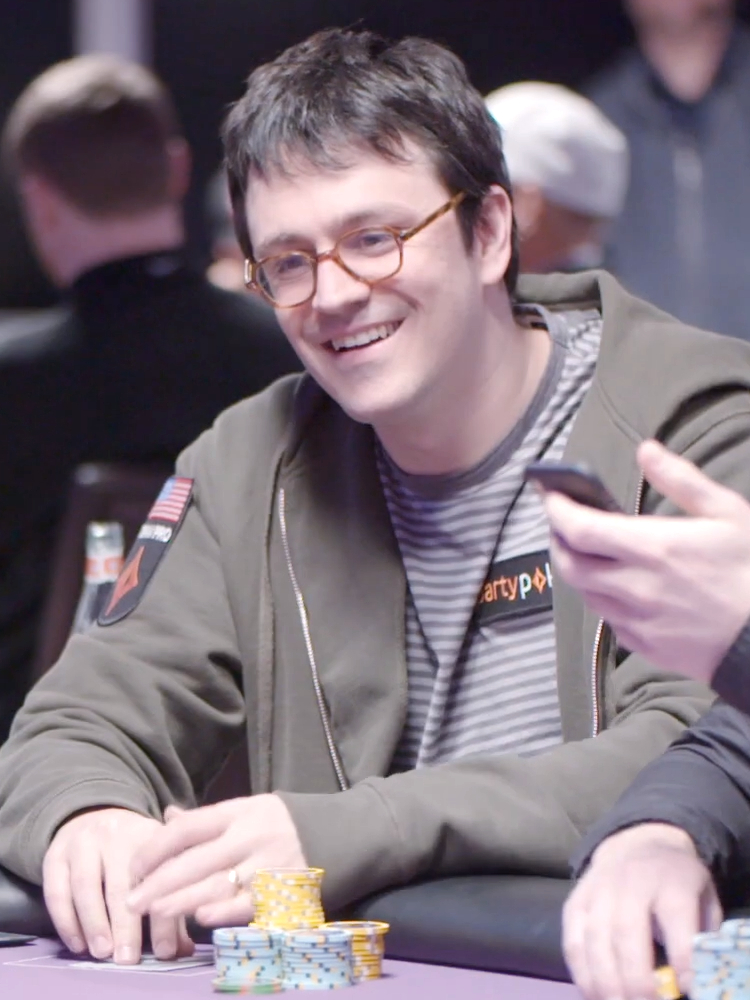
Isaac Haxton (2018)

Der Preispool lag bei 10,2 Millionen US-Dollar. Für die Teilnehmer gab es sieben bezahlte Plätze. Titelverteidiger war Justin Bonomo.
Alle Spieler starteten mit einem Stack von 300.000 Chips. Nach dem ersten Turniertag befanden sich noch 27 Spieler im Turnier und Rick Salomon führte das Feld als Chipleader an. Der zweite Tag endete mit dem Erreichen des Finaltischs. Isaac Haxton hatte die meisten Chips der verbliebenen sieben Spieler, die alle ein Preisgeld von 540.000 US-Dollar sicher hatten. Am finalen Tag musste zunächst Almedin Imširović seinen Platz räumen, nachdem er die Chips mit J♣ J♥ in die Mitte gebracht hatte und sich Haxtons Flush geschlagen geben musste. Sechster wurde Igor Kurganow, der 7♣ 7♥ All-in gestellt hatte und von Talal Shakerchis 10♠ 10♣ dominiert worden war. Anschließend dauerte es über zwei Stunden, bis mit Adrián Mateos der nächste Spieler den Tisch verlassen musste. Er verlor mit 9♠ 9♥ den Flip gegen Alex Foxens A♣ K♠ und belegte den fünften Platz. Rund 40 Minuten später hielt Haxtons 9♥ 9♦ gegen Shakerchis A♣ 10♦, der für seinen vierten Platz sein bisher höchstes Preisgeld von mehr als 1,1 Millionen US-Dollar erhielt. Stephen Chidwick brachte seine Chips anschließend mit A♦ Q♥ gegen Haxtons J♠ J♦ unter. Letzterer konnte erneut halten, eliminierte damit Chidwick, ging aber dennoch mit einem leichten Rückstand ins entscheidende Heads-Up gegen Foxen. Dort setzte sich Haxton jedoch schnell ab und gewann schließlich die finale Hand mit K♠ J♥ gegen Foxens A♦ 8♦. Haxton sicherte sich durch den Erfolg eine Siegprämie von mehr als 3,5 Millionen US-Dollar sowie den „Super High Roller Bowl Championship Ring“.
| Platz | Herkunft                | Spieler           | Preisgeld (in $) |
| ----- | ----------------------- | ----------------- | ---------------- |
| 1     | Vereinigte Staaten      | Isaac Haxton      | 3.672.000        |
| 2     | Vereinigte Staaten      | Alex Foxen        | 2.160.000        |
| 3     | Vereinigtes Konigreich  | Stephen Chidwick  | 1.512.000        |
| 4     | Vereinigtes Konigreich  | Talal Shakerchi   | 1.188.000        |
| 5     | Spanien                 | Adrián Mateos     | 0.972.000        |
| 6     | Russland                | Igor Kurganow     | 0.756.000        |
| 7     | Bosnien und Herzegowina | Almedin Imširović | 0.540.000        |